# Il castello delle donne maledette
Il castello delle donne maledette (The Ghost in the Invisible Bikini) è un film del 1966 diretto da Don Weis.
È una commedia horror statunitense a sfondo musicale con Tommy Kirk, Deborah Walley e Aron Kincaid.

## Produzione
Il film, diretto da Don Weis su una sceneggiatura di Louis M. Heyward e Elwood Ullman e un soggetto dello stesso Heyward, fu prodotto da Samuel Z. Arkoff e James H. Nicholson per la American International Pictures e girato a Pasadena, California, con un budget stimato in 200.000 dollari. Il titolo di lavorazione fu Beach Party in a Haunted House.

## Colonna sonora
- Geronimo - parole e musica di Guy Hemric e Jerry Styner, eseguita da Nancy Sinatra
- Swing A-Ma Thing - parole e musica di Guy Hemric e Jerry Styner, eseguita dai The Bobby Fuller Four
- Don't Try to Fight It Baby - parole e musica di Guy Hemric e Jerry Styner, eseguita da Quinn O'Hara
- Stand Up and Fight - parole e musica di Guy Hemric e Jerry Styner, eseguita da Piccola Pupa
- Make the Music Pretty - parole e musica di Guy Hemric e Jerry Styner, eseguita dai The Bobby Fuller Four

## Distribuzione
Il film fu distribuito con il titolo The Ghost in the Invisible Bikini negli Stati Uniti dal 6 aprile 1966 (première a Boston) al cinema dalla American International Pictures.
Altre distribuzioni:
- in Germania il 24 luglio 2002 (Erbschaft um Mitternacht, in TV)
- in Brasile (Fantasma de Biquini)
- in Italia (Il castello delle donne maledette)
- in Brasile (O Fantasma de Biquíni)

## Critica
Secondo Rudy Salvagnini (Dizionario dei film horror) il film è "un tardo incrocio tra beach movie e horror, anche se per la verità una spiaggia vera e propria non c'è. In compenso, ed è ciò che lo accomuna ai beach movie, abbondano i bikini e le canzonette soft rock". Anche il lato orrorifico risulterebbe accantonato a favore delle caratterizzazioni comiche e scanzonate.
Secondo Leonard Maltin il "settimo e ultimo film della serie Beach Party non riesce a decollare malgrado una galleria di personaggi completamente rinnovata".

## Promozione
Le tagline sono:
- "When a pretty ghoul trades in her bed sheet for a bikini!".
- "There's something blood-curdling for everyone!".